# C2BBe1
C2BBe1（亦稱ATCC CRL-2102、Caco-2BBe）是對表皮生長因子呈陽性反應的人類結腸腺癌細胞系 ，最初是在1988年通過有限稀釋法，從一名72歲白人男性結腸腺癌患者的Caco-2細胞克隆出來而建系。

## 特徴
C2BBe1細胞會形成極性且形態與人類結腸形態相似的單層細胞，故而早已應用於研究細菌的黏附和侵襲。分離的頂端刷狀緣其實包含着微絨毛蛋白、絲束蛋白、蔗糖酶-異麥芽糖酶、 刷狀緣肌凝蛋白-1、胞襯蛋白及肌凝蛋白-2等物質。C2BBe1細胞表達的刷狀緣肌凝蛋白-I的水平與人類腸上皮細胞相似，並且比親本Caco-2細胞株更加均勻，但是C2BBe1細胞在微絨毛的長度及部分刷狀緣蛋白表達水平方面仍然是不相同的。C2BBe1細胞目前可與小鼠派亞氏淋巴叢細胞共同培養，從而建立微皺褶細胞模型。

## 外部連結
- Cellosaurus entry for C2BBe1（页面存档备份，存于）